# Valeria Maximila
Valeria Maximila (en latín, Valeria Maximilla) fue una emperatriz romana consorte, esposa del emperador Majencio. 

## Biografía
Era la hija del emperador Galerio y su primera esposa, cuyo nombre se desconoce. Se casó con Majencio alrededor del año 293 y le dio dos hijos. El mayor, Valerio Rómulo, nació alrededor del año 294, mientras que el nombre del otro hijo se desconoce, aunque posiblemente fue Aurelio Valerio, ejecutado en 312. Como hija del emperador, tenía el título de nobilissima femina. 
Su esposo fue aclamado emperador en octubre de 306 contra los deseos del padre de Valeria Maximila, quien intentó derrocar al usurpador en 307 pero sin éxito. Majencio siguió siendo el gobernante de Roma, Italia y África hasta 312. El hijo de Valeria, Rómulo, murió en 309. En 312 Constantino I invadió Italia. Valeria y su esposo estaban juntos antes de la batalla del puente Milvio cuando ella desaparece de la documentación histórica. Su destino se desconoce.